# چهار فصل (فیلم ۱۹۸۱)
چهار فصل (انگلیسی: The Four Seasons) فیلمی در ژانر کمدی رمانتیک و کمدی-درام به کارگردانی آلن آلدا است که در سال ۱۹۸۱ منتشر شد.

## بازیگران
- آلن آلدا
- کارول برنت
- لن کری‌یو
- سندی دنیس
- ریتا مورنو
- بس آرمسترانگ
- جک وستون
- الیزابت آلدا